# هونتينغبورغ
هونتينغبورغ (إنديانا) (بالإنجليزية: Huntingburg, Indiana)‏ هي مدينة تقع في الولايات المتحدة في مقاطعة جيفيرسون (إنديانا). يقدر عدد سكانها بـ 6,057 نسمة ومساحتها 13.65 كم2 ووترتفع عن سطح البحر 149 متر.

## التركيبة السكانية
قام مكتب تعداد الولايات المتحدة بتحديد بيانات التركيبة السكانية لهونتينغبورغفي تعداد الولايات المتحدة. في ما يلي، التركيبة السكانية حسب تعدادي 2000 و2010.

### تعداد عام 2000
بلغ عدد سكان هونتينغبورغ 5,598 نسمة بحسب تعداد عام 2000، وبلغ عدد الأسر 2,162 أسرة وعدد العائلات 1,444 عائلة مقيمة في المدينة. في حين سجلت الكثافة السكانية 1,543.3 نسمة لكل ميل مربع (595.9/كم2). وبلغ عدد الوحدات السكنية 2,267 وحدة بمتوسط كثافة قدره 625.0 نسمة لكل ميل مربع (241.3/كم2).
وتوزع التركيب العرقي للمدينة بنسبة.
بلغ عدد الأسر 2,162 أسرة كانت نسبة 33.3% منها لديها أطفال تحت سن الثامنة عشر تعيش معهم، وبلغت نسبة الأزواج القاطنين مع بعضهم البعض 50.8% من أصل المجموع الكلي للأسر، ونسبة 11.2% من الأسر كان لديها معيلات من الإناث دون وجود شريك، وكانت نسبة 33.2% من غير العائلات. تألفت نسبة 28.5% من أصل جميع الأسر من أفراد ونسبة 12.9% كانوا يعيش معهم شخص وحيد يبلغ من العمر 65 عاماً فما فوق. وبلغ متوسط حجم الأسرة المعيشية 3.05، أما متوسط حجم العائلات فبلغ 2.51.
بلغ العمر الوسطي للسكان 36 عاماً. وكانت نسبة 26.2% من القاطنين تحت سن الثامنة عشر، وكانت نسبة 9.1% بين الثامنة عشر والأربعة وعشرون عاماً، ونسبة 28.3% كانت واقعةً في الفئة العمرية ما بين الخامسة والعشرون حتى والأربعة وأربعون عاماً، ونسبة 20.5% كانت ما بين الخامسة والأربعون حتى الرابعة والستون، ونسبة 15.9% كانت ضمن فئة الخامسة والستون عاماً فما فوق. يوجد لكل 100 أنثى 91.3 ذكر، ويوجد لكل 100 أنثى في الثامنة عشر من عمرها فما فوق 88.9 ذكر.
بلغ متوسط دخل الأسرة في المدينة 33,415 دولار، أما متوسط دخل العائلة فبلغ 41,925 دولار. وكان متوسط دخل الذكور 29,756 دولار مقابل 22,167 دولار للإناث. وسجل دخل الفرد الخاص بالمدينة 15,882 دولار. وكان من هؤلاء نسبة 11.3% تحت سن الثامنة عشر ونسبة 9.9% في الخامسة والستين من العمر وما فوق.

### تعداد عام 2010
بلغ عدد سكان هونتينغبورغ 6,057 نسمة بحسب تعداد عام 2010، وبلغ عدد الأسر 2,334 أسرة وعدد العائلات 1,554 عائلة مقيمة في المدينة. في حين سجلت الكثافة السكانية 1,197.0 نسمة لكل ميل مربع (462.2/كم2). وبلغ عدد الوحدات السكنية 2,492 وحدة بمتوسط كثافة قدره 492.5 لكل ميل مربع (190.2/كم2).
وتوزع التركيب العرقي للمدينة بنسبة 87.3% من البيض و 0.2% من الأمريكيين الأصليين و 0.3% من الأمريكيين ذوي الأصول الآسيوية و 0.5% من الأمريكيين الأفارقة و 1.8% من عرقين مختلطين أو أكثر.
بلغ عدد الأسر 2,334 أسرة كانت نسبة 37.4% منها لديها أطفال تحت سن الثامنة عشر تعيش معهم، وبلغت نسبة الأزواج القاطنين مع بعضهم البعض 46.4% من أصل المجموع الكلي للأسر، ونسبة 13.8% من الأسر كان لديها معيلات من الإناث دون وجود شريك، بينما كانت نسبة 6.3% من الأسر لديها معيلون من الذكور دون وجود شريكة وكانت نسبة 33.4% من غير العائلات. تألفت نسبة 28.5% من أصل جميع الأسر من أفراد ونسبة 11.8% كانوا يعيش معهم شخص وحيد يبلغ من العمر 65 عاماً فما فوق. وبلغ متوسط حجم الأسرة المعيشية 3.11، أما متوسط حجم العائلات فبلغ 2.55.
بلغ العمر الوسطي للسكان 35.1 عاماً. وكانت نسبة 27.9% من القاطنين تحت سن الثامنة عشر، وكانت نسبة 7.8% بين الثامنة عشر والأربعة وعشرون عاماً، ونسبة 27.3% كانت واقعةً في الفئة العمرية ما بين الخامسة والعشرون حتى والأربعة وأربعون عاماً، ونسبة 23.6% كانت ما بين الخامسة والأربعون حتى الرابعة والستون، ونسبة 13.5% كانت ضمن فئة الخامسة والستون عاماً فما فوق. وتوزع التركيب الجنسي للسكان بنسبة 47.7% ذكور و52.3% إناث.